# Hintergebirgsweg
Der Hintergebirgsweg (R9) ist ein Radwanderweg in Oberösterreich. Er durchquert das Reichraminger Hintergebirge von Norden nach Süden und verläuft zu einem Großteil auf der 1971 stillgelegten Trasse der Waldbahn Reichraming von Reichraming bis Unterweißwasser.

## Streckenverlauf

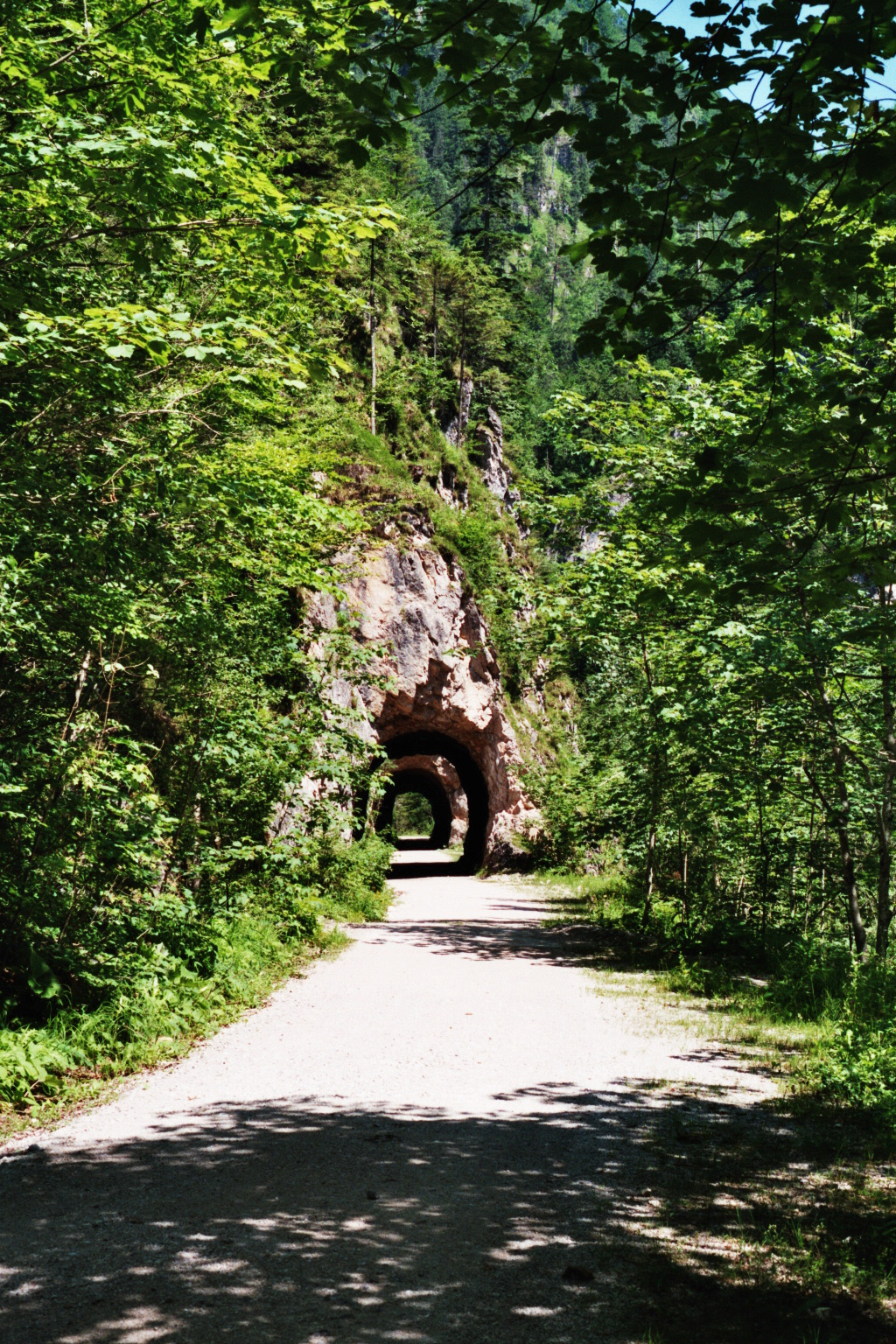
Forststraße und Radweg auf der ehemaligen Waldbahntrasse

Der R9 hat im Norden zwei Zugbringer. Im Nordwesten beginnt er in Reichraming am Bahnhof und führt entlang des Reichramingbaches. Im Nordosten verläuft er von Großraming über Brunnbach und entlang des Plaißabach zum Reichraming Bach (Großer Bach). Auf dem Abschnitt entlang des Großen Bachs werden mehrere Tunnel durchfahren (darunter drei mit 200–290 m Länge). Bei Weißwasser, einer ehemaligen Bergwerkssiedlung, endet der eben ausgebaute Radweg auf der Bahntrasse. Von dort führt der Radweg über die Mooshöhe nach Unterlaussa, dem Endpunkt des R9.